# Путилов, Владимир Александрович
Владимир Александрович Путилов (08.02.1947 — 18.11.2021) — советский и российский учёный в области информационных технологий, доктор технических наук (1988), профессор (1992), заслуженный деятель науки Российской Федерации (2011)

## Биография
Родился 08.02.1947 г. в г. Козьмодемьянск Марийской АССР.
Окончил с золотой медалью среднюю школу (1965), Ленинградский институт авиационного приборостроения (ЛИАП) (1971, с отличием) и его аспирантуру (1974, с защитой кандидатской диссертации).
С 1974 г. работал в Сибирском институте земного магнетизма, ионосферы и распространения радиоволн Академии наук СССР (Иркутск).
Научный руководитель работ по созданию системы автоматизации научных исследований на Сибирском солнечном радиотелескопе.
В 1988 г. защитил докторскую диссертацию по специальности «Автоматизированные системы управления».
В 1989 г. назначен первым директором Института информатики и математического моделирования технологических процессов (ИИММ) Кольского научного центра РАН (г. Апатиты).
В 1994 г. возглавил организованный при его участии Кольский филиал Петрозаводского государственного университета.
Семья: жена, две дочери.

## Научная деятельность
Создал научную школу по разработке и развитию информационных технологий поддержки управления региональным развитием. Под его руководством подготовлено 19 кандидатских и 5 докторских диссертаций.
Автор (соавтор) более 180 научных работ, в том числе 10 монографий в области анализа и синтеза информационных систем для научных исследований и других приложений.

### Научные труды
Диссертации
- Разработка и исследование методов контроля и коррекции ошибок моделирования процессов с распределенными параметрами на ЦВМ : диссертация … кандидата технических наук : 05.13.13. — Ленинград, 1974. — 271 с. : ил.
- Модели и структурно-алгоритмическая организация многоуровневых распределенных систем управления комплексными экспериментальными исследованиями и испытаниями : диссертация … доктора технических наук : 05.13.06. — Иркутск, 1986. — 409 с. : ил.

Книги
- Системная динамика регионального развития / В. А. Путилов, А. В. Горохов; Рос. акад. наук. Кол. науч. центр. Ин-т информатики и мат. моделирования технол. процессов. — Мурманск : Пазори, 2002 (Тип. МПК). — 305, [1] с. : ил., табл.; 21 см; ISBN 5-86975-062-8
- Территориально-распределенные автоматизированные системы в геофизических исследованиях : И. А. Кузьмин, В. А. Путилов ; отв. ред. О. М. Распопов. — Ленинград : Наука : Ленингр. отд-ние, 1985. — 200 с. : ил.; 21 см.
- Системная динамика в задачах регионального планирования = System dynamics in regional planning / А. В. Горохов, В. А. Путилов ; Рос. акад. наук, Кол. науч. центр, Ин-т информатики и мат. моделирования технол. процессов. — Апатиты : КНЦ РАН, 2005. — 137 с. : ил., табл.; 26 см.
- Распределенная обработка информации в научных исследованиях / И. А. Кузьмин, В. А. Путилов, В. В. Фильчаков; Отв. ред. М. Б. Игнатьев; АН СССР, Кол. науч. центр им. С. М. Кирова, Ин-т информатики и мат. моделирования технол. процессов. — Л. : Наука : Ленингр. отд-ние, 1991. — 304 с. : ил.; 22 см; ISBN 5-02-024617-4
- Синтез моделей вычислительного эксперимента / [Бржезовский А. В., Жаков В. И., Путилов В. А., Фильчаков В. В.]; Отв. ред. В. А. Путилов; Рос. АН, Кол. науч. центр им. С. М. Кирова, Ин-т информатики и мат. моделирования технол. процессов. — СПб. : Наука : С.-Петербург. отд-ние, 1992. — 230,[1] с. : ил.; 21 см; ISBN 5-02-024677-8
- Модели и системы управления комплексными экспериментальными исследованиями / М. Б. Игнатьев, В. А. Путилов, Г. Я. Смольков ; отв. ред. Е. А. Пономарёв ; АН СССР, Сибирское отд-ние, Сибирский ин-т земного магнетизма ионосферы и распространения радиоволн. — Москва : Наука, 1986. — 231, [1] с. : ил.; 23 см.
- CASE-технологии вычислительного эксперимента [Текст] = Case-technologies for computer-aided experiment / В. А. Путилов, В. В. Фильчаков, А. Я. Фридман ; Российская Академия Наук, Кольский научный центр, Ин-т информатики и математического моделирования технологических процессов. — Апатиты : КНЦ РАН, 1994. — 21 см. — (Synthesis of systems for computer aided simulation). Т. 1. — 1994. — 250, [1] с. : ил. Т. 2. — 1994. — 168, [1] с.

## Награды и звания
Лауреат премии Правительства РФ в области науки и техники за 1997 г. (в составе коллектива). Заслуженный деятель науки Российской Федерации (2011)
Награждён медалью ордена «За заслуги перед Отечеством» II степени (1999) и орденом Дружбы (2005).